# Moai

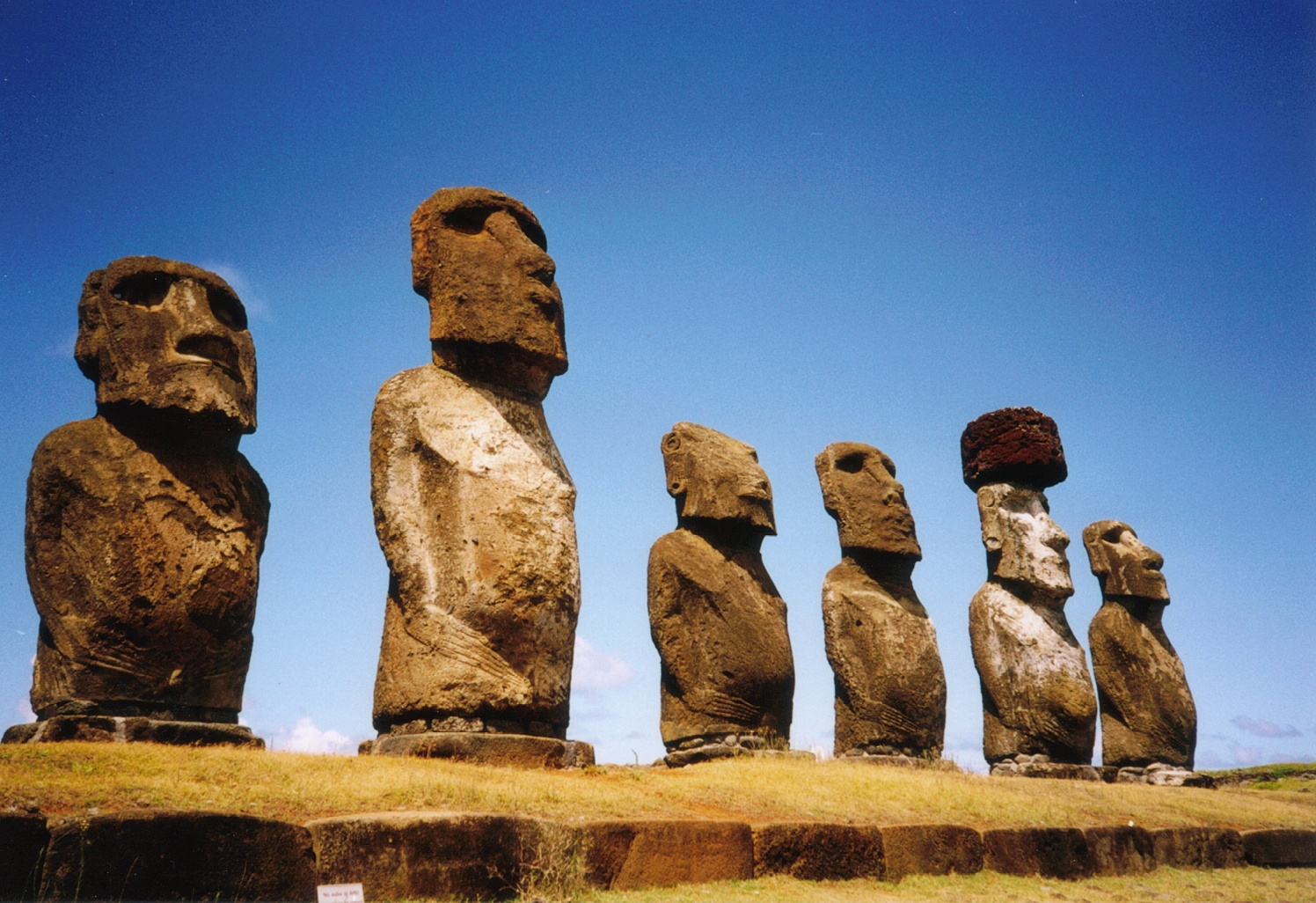
Moais op Paaseiland. De tweede van rechts draagt een pukao

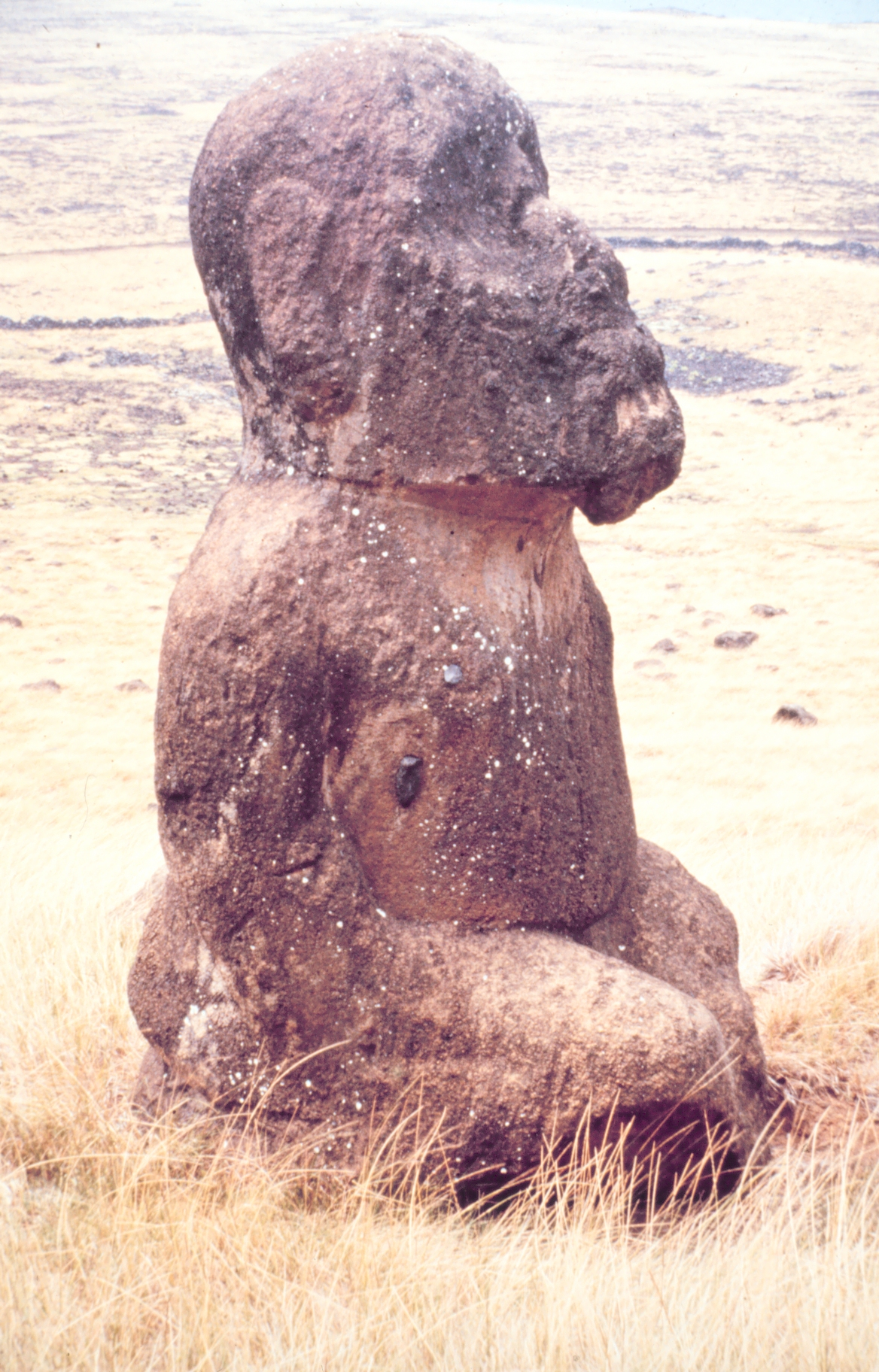
Tukuturi

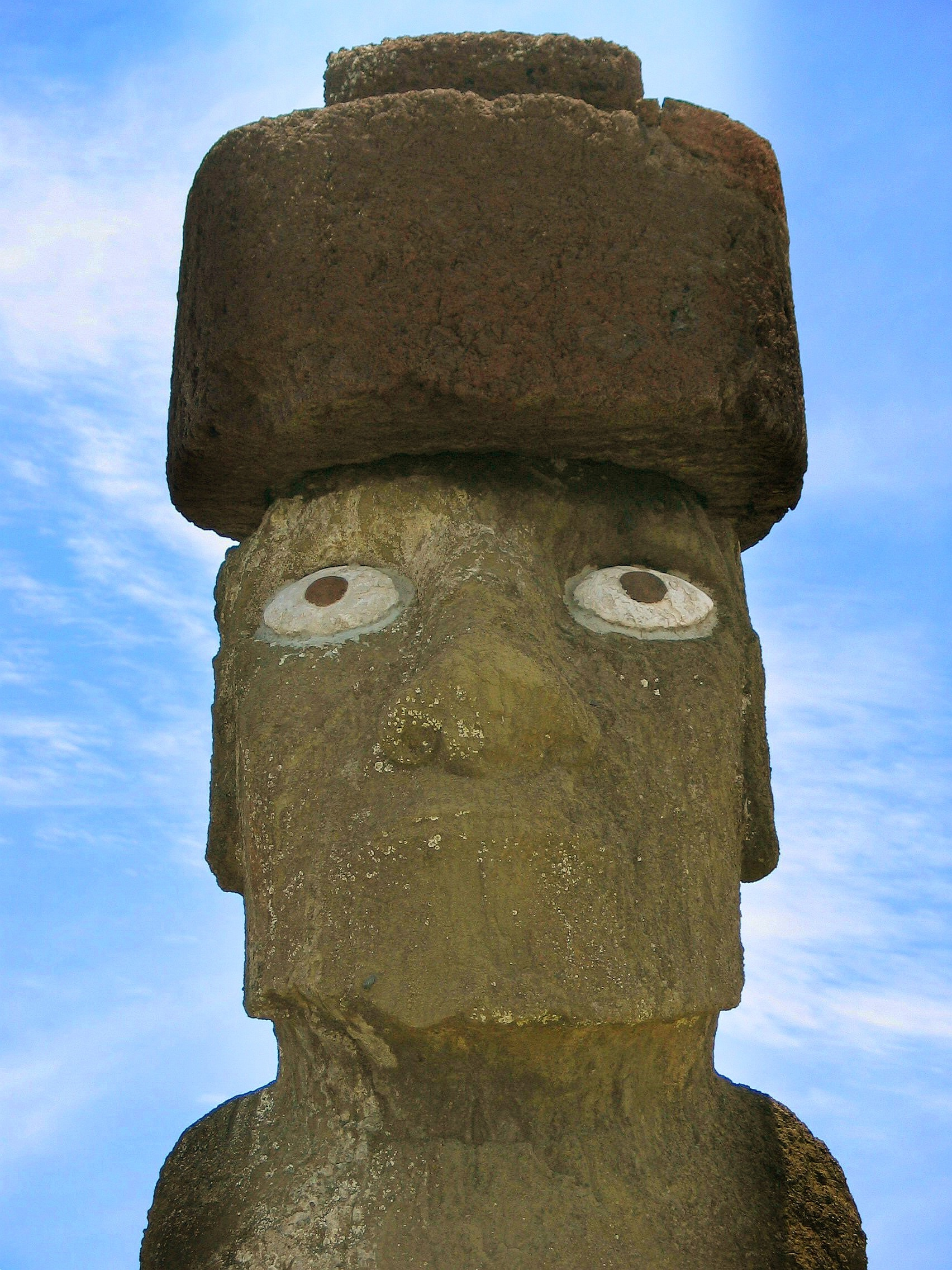
Gereconstrueerde ogen en hoed

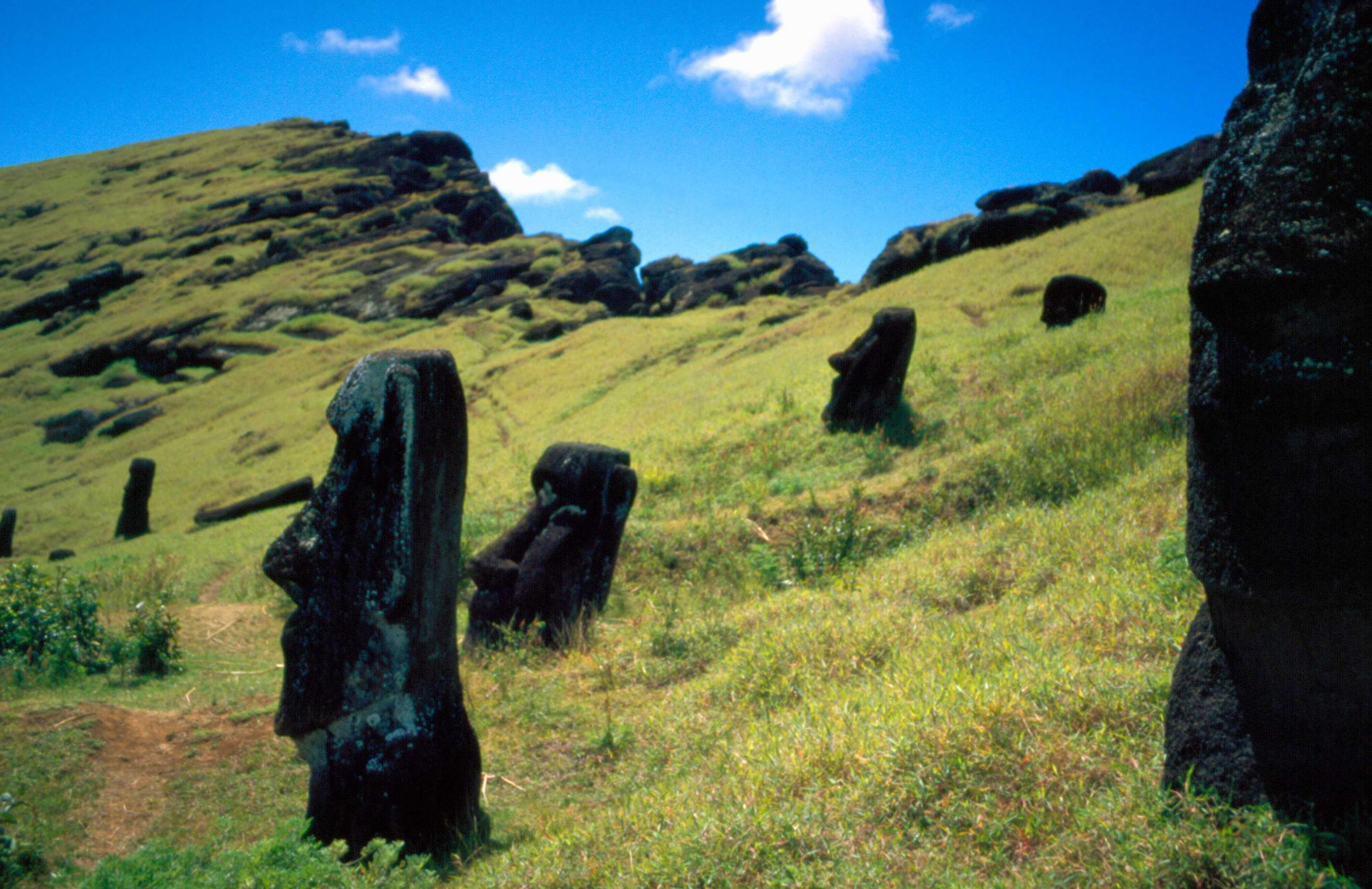
Gedeeltelijk ingegraven moais in de Rano Raraku-krater

Moais (uitspraak: [ˈmoʋɑjs]) zijn grote stenen beelden die zich bevinden op Paaseiland en vermoedelijk gemaakt zijn vanaf de 11e eeuw. In de 17e eeuw hield het maken op. Alle beelden zijn monolithisch en zijn gehouwen uit vulkanisch gesteente. Een tiental moais worden tentoongesteld in musea buiten het eiland.
Het overgrote deel van de 1043 bekende moais is gehouwen uit gecompacteerde vulkanische as die te vinden is nabij de vulkaankrater Rano Raraku, waar nog 394 beelden zichtbaar zijn. De groeves blijken op deze plaats relatief plots verlaten te zijn, omdat er nog vele niet-afgewerkte beelden liggen. Hoewel men vaak denkt dat het stenen hoofden zijn, zijn de moais in feite torso's met buitenproportioneel grote hoofden. Langs de torso lopen de armen waarvan de handen op de buik liggen. De handen hebben opvallend lange nagels.

## Versiering
Nadat ze afgewerkt waren, werden de beelden naar bepaalde ceremoniële plekken gebracht. Daar werden de ogen ingelegd met wit koraal en pupillen van obsidiaan. Sommige beelden droegen in het verleden een pukao. Een pukao is een hoofddeksel gehouwen uit een heel lichtrode vulkanische steen, genaamd scoria. Deze stenen werden allemaal gehaald uit de Puna Pau, een kleine sintelkegel bij de hoofdstad Hanga Roa. De pukao werden los op de beelden gezet, waardoor de meeste in de loop der jaren zijn vergaan. Bij een aantal omgevallen beelden zijn echter de pukao teruggevonden. Veel beelden hadden uitgehouwen patronen en een aantal is zelfs beschilderd geweest. Deze versieringen zijn grotendeels door erosie verdwenen.
Het grootste beeld, genaamd Paro, was bijna 10 meter hoog en had een gewicht van 75 ton. De zwaarste was iets minder hoog en woog 86 ton. Een onafgemaakt beeld op Ahu Tongariki zou, indien af, ongeveer 21 meter hoog zijn geweest en 270 ton wegen. De meest afwijkende moai is wel Tukuturi, deze heeft een baard en een knielende houding, en is waarschijnlijk een van de laatst vervaardigde moais.

## Verplaatsing van de beelden
Het is niet bekend hoe de beelden uiteindelijk naar hun definitieve plaats werden gebracht. Er zijn verschillende theorieën:
- De beelden werden liggend op een slee gebonden. Deze slee was gemaakt van boomstammen en had de vorm van een ladder, die vervolgens over de grond werd voortgetrokken.
- De beelden werden op boomstammen gebonden en om het geheel te verplaatsen werden boomstammen als rollers gebruikt.
- Het beeld werd liggend versleept. Met een constructie van touw en twee boomstammen werd het beeld steeds een stukje opgetild en een paar meter verschoven.
- De beelden werden rechtopstaand verplaatst. Aan het hoofd werden drie touwen vastgemaakt, waarmee drie teams het beeld lieten schommelen en draaien. Door dit in het juiste ritme te doen kon het beeld (door de ronde onderkant) over een pad worden "gewaggeld". Dit sluit aan bij een plaatselijke legende dat de beelden zelf naar hun plek toe zijn gelopen.

## Beelden buiten het eiland
Sinds de ontdekking werden elf moais van het eiland verwijderd en in musea wereldwijd tentoongesteld. Deze originele beelden staan in de Koninklijke Musea voor Kunst en Geschiedenis, het British Museum, het Louvre, het Musée du quai Branly, het Museo arqueológico in La Serena, het Corporación Museo de Arqueología e Historia Francisco Fonck in Viña del Mar (Chili), het Otago Museum in Dunedin, het Manchester Museum in Manchester, het World Museum in Liverpool en het National Museum of Natural History in Washington D.C.
Naast deze verplaatste beelden, is een "moderne moai" te vinden in Vitorchiano, Italië gemaakt in 1990 door elf Māori-inwoners van de familie van Juan Atan Paoa van Paaseiland voor het RAI-televisieprogramma Alla ricerca dell'Arca. De moai werd vervaardigd uit een plaatselijke steen (peperino) met handbijlen en snijstenen. Het beeld weegt bijna 30 ton en is ongeveer zes meter hoog.

## Symboliek
De meest geaccepteerde theorie stelt dat de Polynesische eilandbewoners, die het eiland koloniseerden, de constructie aanvingen in de 11e eeuw. De beelden zouden overleden familieleden kunnen voorstellen, of nog in leven zijnde stamhoofden. De beelden vergden bijzonder veel inspanningen om te houwen, zodat wordt aangenomen dat de beeldhouwers een hoge sociale status hadden.

## Einde van de beschaving
Rond 1700 stopten de bewoners met het maken van moais. De moai-cultus maakte toen plaats voor de Tangata Manu, de vogelmancultus. De bevolking van het eiland was steeds meer afhankelijk van het eten van de Bonte stern en de eieren van deze vogel. Dit kwam doordat het eiland overbevolkt was geworden, de landbouwgrond uitgeput en de bomen bijna allemaal waren verdwenen waardoor er geen boten meer gebouwd konden worden om te vissen. Dat hierna hongersnoden en de gemeenschap in oorlogen en kannibalisme stortte is onjuist. Voor het vervoer van de beelden was waarschijnlijk zoveel hout nodig dat dit heeft bijgedragen aan het verdwijnen van de bossen. Deze theorie is echter niet bewezen en wordt door verschillende wetenschappers betwist.
In het midden van de 19e eeuw waren alle beelden buiten en de meeste in Rano Raraku omgeduwd door de eilandbewoners. Er wordt verondersteld dat dit gebeurde door rivaliserende clans. In de 19e eeuw is een groot deel van de bevolking door walvisvaarders en slavenhandelaars gevangengenomen en van het eiland verwijderd, waardoor het grootste deel van de mondeling overgebrachte cultuur en tradities van de oorspronkelijke bewoners werd vernietigd, wat het onderzoek naar de geschiedenis van Paaseiland erg moeilijk maakt. Tegenwoordig zijn er ongeveer 50 moais opnieuw rechtop gezet.

## Etymologie
Het woord moai is afkomstig uit het Rapa Nui, de Polynesische taal van Paaseiland, waar het simpelweg standbeeld of figurine betekent. In het Nederlands is het een enkelvoud, met moais als meervoud. In het Engels is het woord een meervoud, zodat het ook in wetenschappelijke teksten op die manier gebruikt wordt. In de praktijk van het Engels wordt het woord ook enkelvoudig gebruikt, met een onbepaald lidwoord of aanwijzend voornaamwoord: a moai, this moai.